# Forte de Nossa Senhora da Conceição
O Forte de Nossa Senhora da Conceição localizou-se entre a praia da Conceição e os Almagreiros, na Freguesia e Município de Cascais, Distrito de Lisboa, em Portugal, tendo sido totalmente destruído.

## História
Foi erguido como parte da linha de fortificações erguida entre 1642 e 1648, por determinação de D. António Luís de Meneses, governador da Praça-forte de Cascais,
no contexto da Guerra da Restauração, e que se estendia entre o Forte de São Julião da Barra e o Cabo da Roca.
O Baluarte do Rio do Bode, como era conhecido à época, foi iniciado em 1642, e já estava operacional em 1646. Implantado sobre uma ponta rochosa na extremidade leste da baía de Cascais, cruzava fogos com a Cidadela de Cascais, "(…) embaraçando deste modo a aproximação do inimigo (…)".
Perdida a sua função militar, na primeira metade do século XIX o forte foi desactivado, iniciando-se a sua demolição. Posteriormente, em 1868, o duque de Palmela adquiriu o imóvel, prosseguindo no mesmo ano na sua demolição, para dar lugar a um chalet - a Casa Palmela -, concluído em 1873, com projecto de Thomas Henry Wyatt.

## Características
O forte apresentava planta irregular orgânica (adaptada ao terreno), com uma bateria rectangular terminada em "V", sobre a escarpa. No lado oposto erguiam-se os alojamentos, a cozinha, o paiol e a casa da palamenta, dispostos de frente da praça de armas. Sobre as edificações existia um terraço com parapeito, ao qual se acedia por uma escada disposta a partir da plataforma da bateria.
O muro ameado que actualmente se dispõe em volta da "Casa Palmela" não pertence ao conjunto original do forte, tendo sido edificado quando ela foi construída, para o caso de, em tempos de guerra, ser necessário guarnecer o local com tropas de infantaria.